# ドゥビーノ
ドゥビーノ（伊: Dubino）は、イタリア共和国ロンバルディア州ソンドリオ県にある、人口約3,700人の基礎自治体（コムーネ）。

## 地理

### 位置・広がり
ソンドリオ県西部のコムーネ。モルベーニョから西北西へ8km、コーリコから東北東へ8km、県都ソンドリオから西へ32km、州都ミラノから北北東へ80kmの距離にある。

#### 隣接コムーネ
隣接するコムーネは以下の通り。COはコモ県所属。
- アンダロ・ヴァルテッリーノ
- チーノ
- デレービオ
- ジェーラ・ラーリオ (CO)
- マンテッロ
- ノヴァーテ・メッツォーラ
- ピアンテード
- ソーリコ (CO)
- ヴェルチェーイア

### 地勢・地形
- 河川：アッダ川

### 地震分類
イタリアの地震リスク階級 (it) では、4 に分類される
。

## 行政

### 山岳部共同体
広域行政組織である山岳部共同体「ヴァルテッリーナ・ディ・モルベーニョ山岳部共同体」 (it:Comunità montana della Valtellina di Morbegno) （事務所所在地: モルベーニョ）を構成するコムーネの一つである。

## 自然・環境
ピアン・ディ・スパーニャおよびメッツォーラ湖にかけては自然保護区 (it:Riserva naturale Pian di Spagna e Lago di Mezzola) になっており、ラムサール条約の定める「国際的に重要な湿地」に登録されている。ソーリコおよびイタリアのラムサール条約登録地一覧も参照。